# Ernst M. Backes

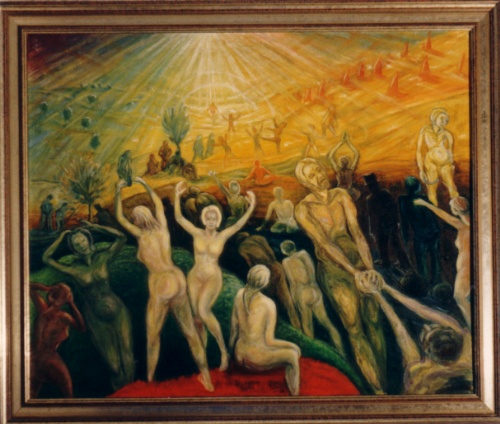
Ernst M. Backes Elysium 1970

Ernst M. Backes (Ernst Michael Backes; * 12. Januar 1908 in Oberkirch (Baden); † 23. November 1971 Rummelsberg) war ein Bankdirektor und akademischer Kunstmaler.
Ernst M. Backes erlernte das Bankfach und wurde mit 25 Jahren einer der jüngsten Bankdirektoren in Baden. Sein Onkel war Johann Christian Eberle, der Begründer des Giroverkehrs. 
Neben seiner kaufmännischen Tätigkeit studierte Ernst M. Backes Malerei bei Wilhelm Sauter an der Kunstakademie Karlsruhe. Obgleich Werke von Backes heute in vielen Privatsammlungen (vor allem in Pennsylvania und Kalifornien) wie auch im privaten Museum Europäischer Kunst auf Schloss Nörvenich (dem früheren Museum Arno Breker) zu finden sind, blieb die Beschäftigung mit der bildenden Kunst für ihn selbst doch nur ein zweites Standbein neben der kaufmännischen Karriere.
2009 zeigte die „Kleine Galerie Fischbach“ in Nürnberg eine Ausstellung mit Kleinplastiken und Zeichnungen aus der Zeit zwischen 1958 und 1971. Ernst M. Backes’ Sohn Lutz Backes wurde unter dem Namen Bubec ein international bekannter Karikaturist und arbeitet auch als Bildhauer und Schriftsteller.